# Les Frères Bross
Pour les articles homonymes, voir Bross.
Les Frères Bross sont une série de bande dessinée créée par Pierre Guilmard et Vicq. Elle paraît dans le Journal de Tintin de 1967 à 1975, avec un dernier épisode en 1987. Trois albums en sont publiés par les éditions du Taupinambour de 2004 à 2010. C'est une série humoristique présentant deux frères maladroits, gangsters à Chicago au temps de la prohibition.

## Trame
À Chicago dans les années 1920, c'est le règne de la pègre contrôlée par Al Capone. Les deux frères Bross sont des gangsters peu doués, de timides hors-la loi qui essayent de se faire une petite place et de remplir les missions qui leur sont confiées, parfois par Al Capone lui-même.

## Historique de la série
Pierre Guilmard et Vicq créent Les Frères Bross pour le Journal de Tintin, où la série paraît dans l'édition française et dans l'édition belge, de 1967 à 1975 principalement. Guilmard est l'auteur des dessins, et Vicq signe les scénarios. 
Cette série est publiée en récits complets, de sept pages chacun pendant les deux premières années, puis avec une longueur variant de quatre à neuf pages selon les épisodes. Les publications ont lieu généralement dans le Journal de Tintin, parfois dans Tintin Sélection. Un dernier récit, Le Retour des Bross, scénarisé par Corteggiani, paraît plusieurs années après, en 1987, dans le Super Tintin numéro 36.
Cette série est publiée en albums par les Éditions du Taupinambour de 2004 à 2010, en trois volumes de 44 à 54 planches.

## Albums
1. Les Frères Bross, tome 1, 44 planches, Éditions du Taupinambour, 2004  (ISBN 2-350-11000-1) ; cet album contient les épisodes :
Ça tourne rond dans le 22e district ;
Coupe de cheveux à la Bross ;
Visions éléphantesques ;
Tant qu'on a la santé ;
Coup de racket.
2. Les Frères Bross, tome 2 « Tu veux ma photo ? », 44 planches, Éditions du Taupinambour, 2006  (ISBN 2-350-11016-8) ; cet album contient les épisodes :
Pas de Zampone pour Capone... ;
Les Bross se mettent en vedette ;
Refaits comme des rats ;
Viragos à gogo... ;
Coup vache pour les Bross.
3. Les Frères Bross, tome 3, 54 planches, Éditions du Taupinambour, 2010 ; cet album contient les épisodes :
Un boulot claquant ;
Les Bross font la bombe ;
Yeuferross ;
Les fédéaux sont au parfum ;
Par ici la bonne soupe ;
Le Retour des Bross ;
Un magot sur l'estomac.